# Fender Coronado
 (juin 2020).
Si vous disposez d'ouvrages ou d'articles de référence ou si vous connaissez des sites web de qualité traitant du thème abordé ici, merci de compléter l'article en donnant les références utiles à sa vérifiabilité et en les liant à la section « Notes et références ».
La Fender Coronado est une guitare électrique à corps creux possédant deux échancrures. Cet instrument présenté au public en 1965 est fabriqué par les usines Fender. Le concept de la Coronado est nouveau pour la firme Fender qui est reconnue pour la production de guitares solid body. 

## Conception et développement
L'instrument, peu semblable aux habituelles factures de Fender, est conçu par Roger Rossmeisl, un luthier qui travaillait pour la firme Rickenbacker.
En 1965, CBS, qui vient d'acheter l'entreprise de Léo Fender, souhaite rivaliser avec ses concurrents qui se partagent le marché de la guitare électrique acoustique. Pour décrire la Coronado dans ses grandes lignes, il s'agit d'une guitare à corps creux inspiré de la Gibson ES-330 ou de l'Epiphone Casino qui ne possède pas de poutre centrale dans la caisse. 
La Coronado est constituée d'une caisse vide peu épaisse, bordée par des liserés blanc-noir-blanc sur le pourtour des éclisses. Deux longues ouïes en F viennent compléter la lutherie de la table bombée, fabriquée en érable laminé. La différence notable vient de la politique de la firme qui ne propose que des manches vissés sur ses instruments et inclut donc le concept à ce nouveau produit. Le manche est fabriqué en érable muni d'une touche en palissandre rapportée, entourée par un filet blanc. La tête de manche, sur laquelle sont vissés six mécanismes en ligne, s'inspire de la Fender Stratocaster. Pour finir le visuel de l'instrument, des repères rectangulaires nacrés sont incrustés sur la touche, un pickguard est vissé sur la table et un cordier métallique, orné du F inversé Fender, permet le maintien des cordes. 
Les micros choisis pour la Coronado sont des simples bobinages que Fender fait fabriquer à l'industriel qui produit les micros de la marque DeArmond. 
Deux finitions de l'instrument sont disponibles sur le catalogue; la cherry red et le dégradé avec des coloris custom en option.

## Les modèles

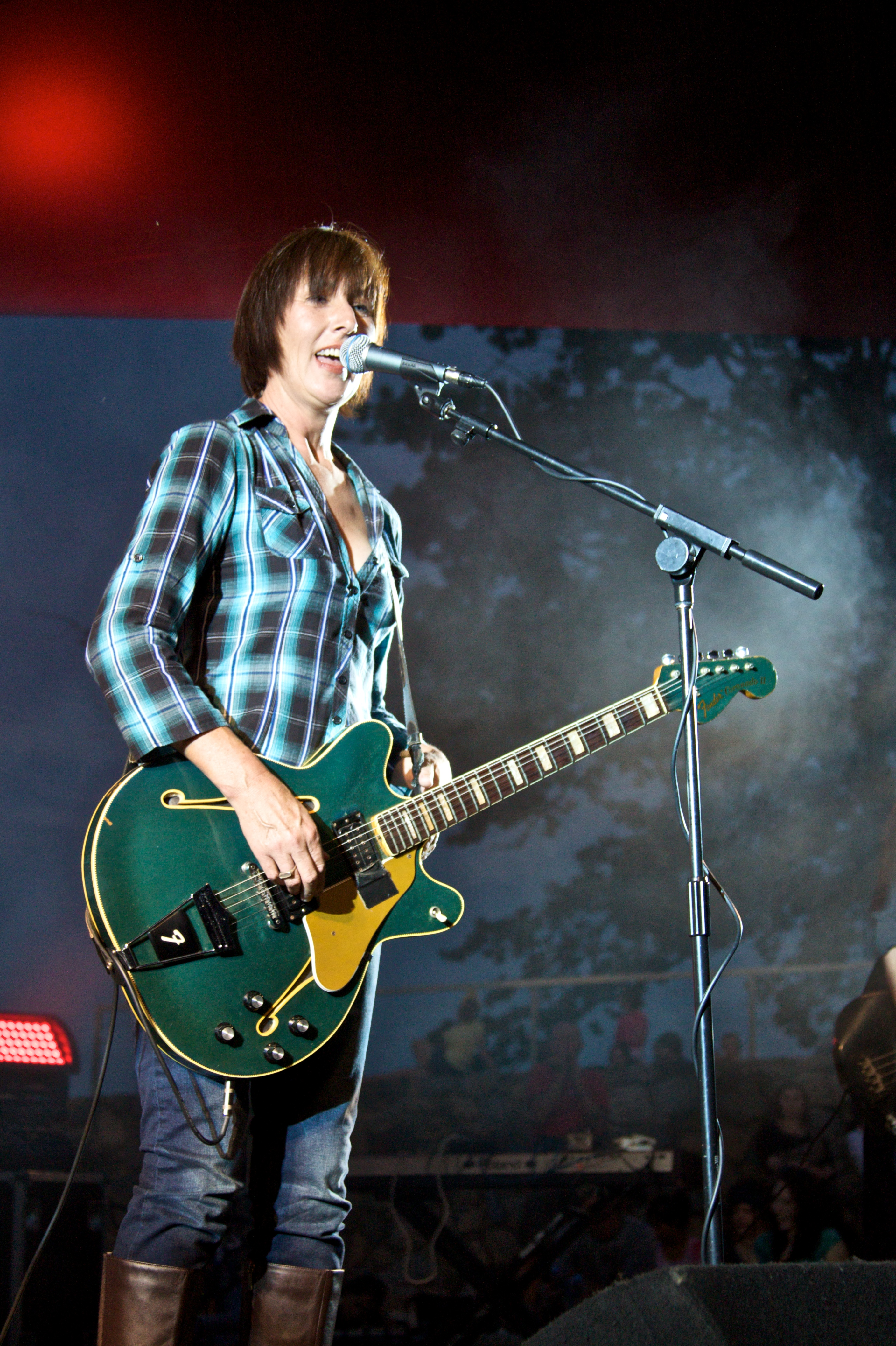
Suzie Huggie avec une Fender Coronado

Plusieurs versions de la guitare Coronado sont produites :
- La Coronado I est équipée d'un micro unique contrôlé par deux potentiomètres (volume-tonalité).
- La Coronado II reçoit un micro supplémentaire près du chevalet avec un inverseur et un contrôle de tonalité et de volume relatifs.
- La Coronado XII qui, comme son nom le souligne, possède douze cordes.
- La Coronado bass l est la déclinaison du modèle en guitare basse munie d'un seul micro.
- La Coronado bass ll munie de deux micros.
- La Coronado ll Antigua est identique à la Coronado ll mais une laque dégradée grise différencie le modèle.
- La Coronado ll Wildwood dont la caisse et la tête de manche son recouverts d'un plaquage de bois de hêtre teinté durant la croissance.

## Notoriété
Malgré une lutherie très réussie, et un instrument moins cher que les produits concurrents, la guitare ne se vend pas. Le département marketing réussit à faire promouvoir le modèle auprès des musiciens. Elle apparait dans les mains de Elvis Presley dans le film Speedway sorti en 1968, sur la chanson Ain't Nothing Like Song aux côtés de Nancy Sinatra. Malgré tous les efforts, la Coronado ne trouve pas son public, les musiciens de jazz la boudent par le simple fait qu'elle a un manche vissé et la vogue de rock britannique n'y prête pas attention. La dernière Coronado encore proposée  en 1971, l'Antigua, est retirée du catalogue Fender.

## Réédition 2013
En 2013, Fender réédite la guitare et la basse Coronado ll. Elles font partie de leur série de produits Modern Player. Des micros Fidelitron remplacent les DeArmond d'origine. Une autre caractéristique est adoptée pour ces rééditions, la guitare possède un corps semi-acoustique avec une poutre centrale contrairement aux modèles originaux.